# Stryków

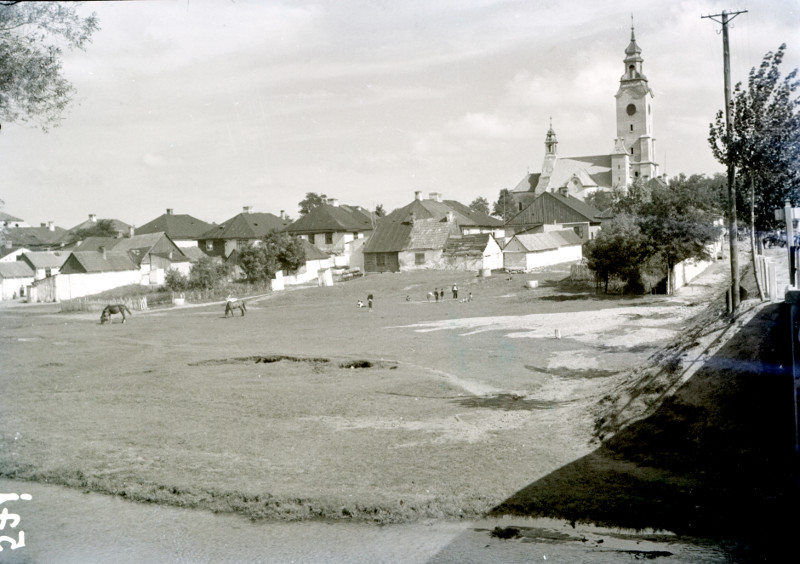
Stryków, 1940 r.

Stryków – miasto w województwie łódzkim, w powiecie zgierskim, siedziba gminy miejsko-wiejskiej Stryków. Był miastem szlacheckim.
Według danych GUS z 31 grudnia 2019 r. miasto liczyło 3478 mieszkańców przy gęstości zaludnienia na poziomie 426,7 osoby/km².
Stryków położony jest w historycznej ziemi łęczyckiej, na obszarze Wzniesień Łódzkich, nad rzeką Moszczenicą, na północny wschód od Łodzi. W obrębie miasta znajduje się zalew o powierzchni 9 ha.

## Historia

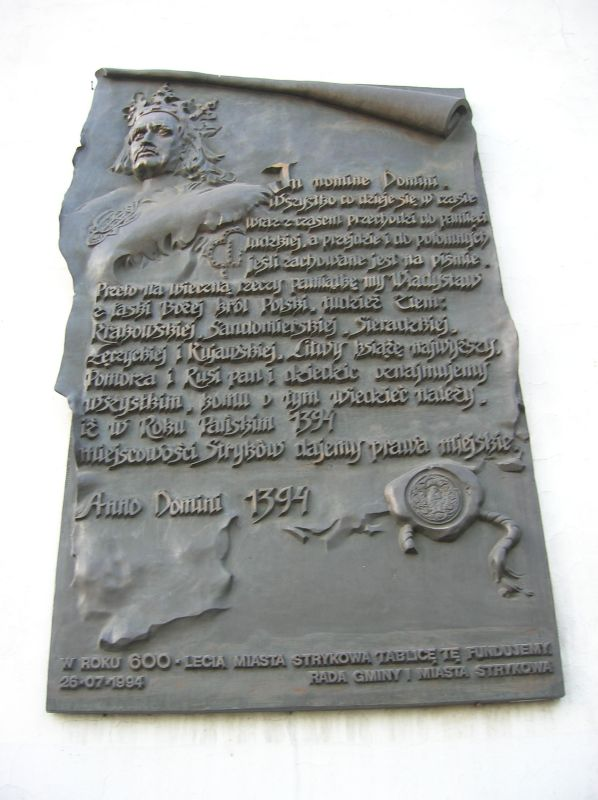
Tablica upamiętniająca nadanie praw miejskich przez króla Władysława Jagiełłę

Stryków uzyskał prawa miejskie w 1394 r. z rąk Władysława Jagiełły na prośbę Deresława de Thulka – podskarbiego łęczyckiego i ówczesnego dziedzica tamtejszych dóbr. W średniowieczu Stryków leżał przy drodze ze Zgierza do Łowicza łączącej Mazowsze z Wielkopolską i Śląskiem. Miasto ze swymi 45 rzemieślnikami (13 sukienników, 5 kupców i kramarzy oraz 5 szynkarzy) stanowiło lokalny ośrodek handlu i rzemiosła, było też ośrodkiem dóbr szlacheckich. Po najeździe szwedzkim w XVII wieku miasto podupadło i zaczęło się odradzać dopiero pod koniec XVIII wieku dzięki Feliksowi Czarneckiemu, który próbował ze Strykowa uczynić ośrodek produkcji tekstylnej.
Mimo sprowadzenia handlarzy wełną oraz sukienników Stryków pozostawał ciągle miasteczkiem o charakterze rzemieślniczo-rolniczym i w 1870 r. utracił prawa miejskie. W 1902 r. Stryków uzyskał połączenie kolejowe z Łodzią i Warszawą. Również na początku XX wieku stał się dużym ośrodkiem mariawitów. Dzięki ponownemu rozwojowi rzemiosła, zwłaszcza krawiectwa, szewstwa i garbarstwa w 1923 r. Stryków odzyskał prawa miejskie.

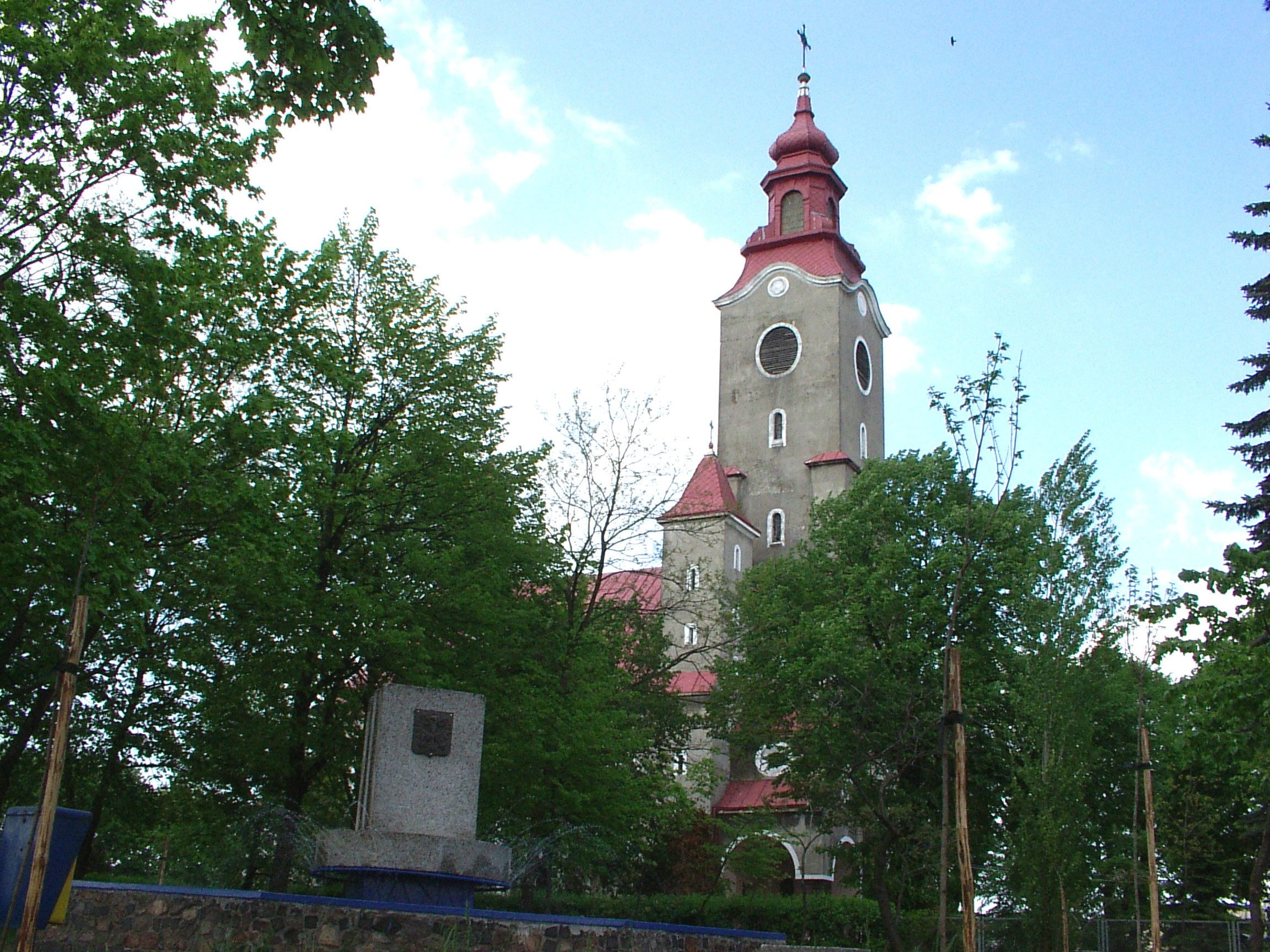
Kościół rzymskokatolicki św. Marcina

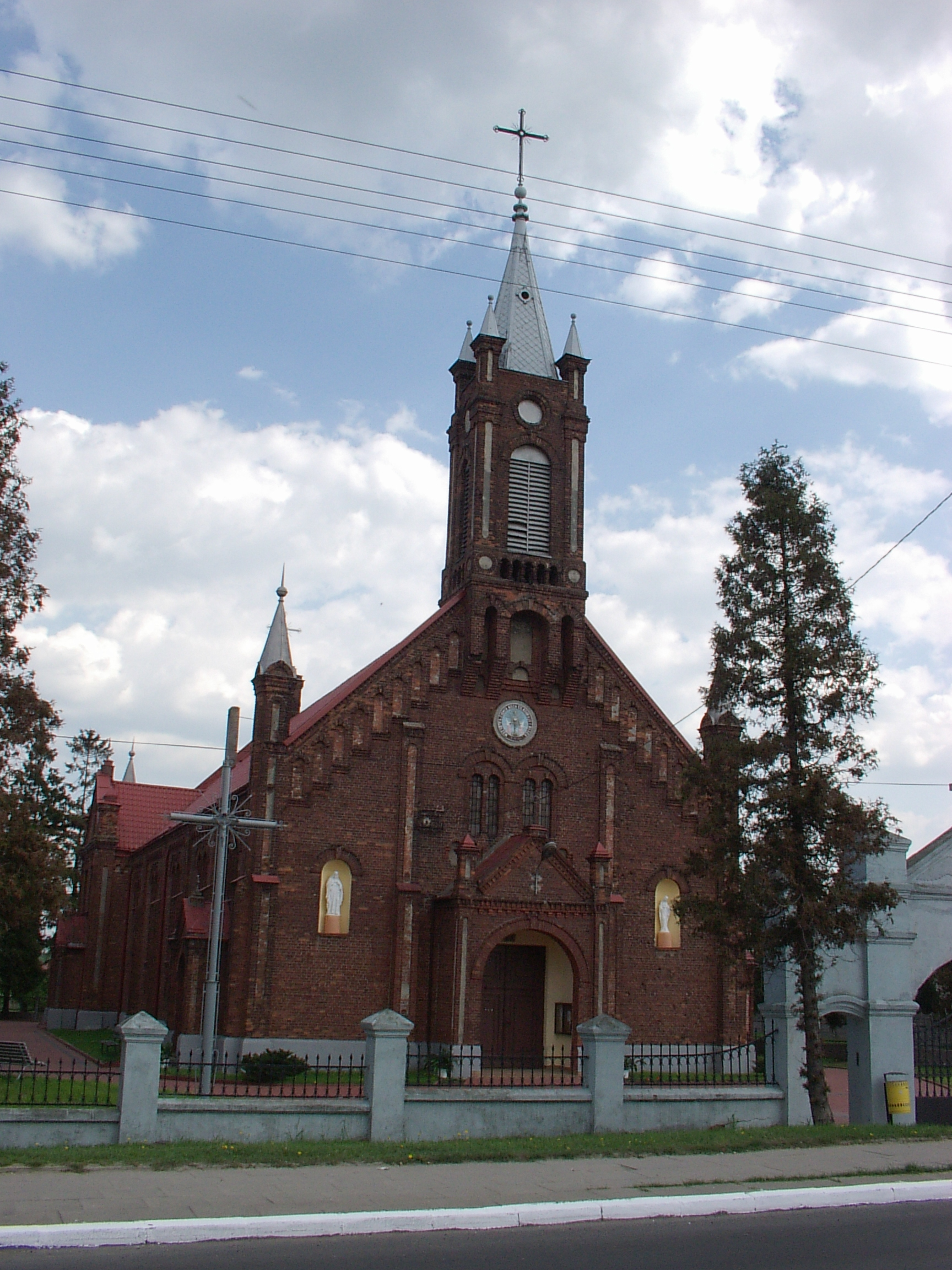
Kościół mariawicki św. Anny i św. Marcina

W trakcie II wojny światowej miasto straciło 45% ludności, głównie Żydów, wymordowanych przez hitlerowców, oraz mieszkających w Strykowie Niemców, którzy opuścili miasto uciekając przed Sowietami.
W latach 1975–1998 miasto administracyjnie należało do woj. łódzkiego.

## Zabytki
Według rejestru zabytków Narodowego Instytutu Dziedzictwa na listę zabytków wpisany jest obiekt:
- dom, ul. Adama Mickiewicza 3, drewniany, 2 poł. XIX, nr rej.: 725-I-109 z 9.11.1956

## Gospodarka
Dzięki powstającemu skrzyżowaniu autostrad A1 i A2 miasto stało się jednym z najważniejszych punktów komunikacyjnych tej części Europy. Wpływa to na duży przypływ inwestorów – szczególnie z branży logistycznej. W ostatnich latach bezrobocie spadło z 13 do 4 proc., a budżet gminy urósł o 40 mln zł – z 10 do 50 (stan na 2012 rok).
W miejscowości działało państwowe gospodarstwo rolne – Państwowe Gospodarstwo Hodowli Zwierząt Futerkowych w Strykowie i Smolicach.

## Transport

### Drogi
Obecnie przez Stryków przebiegają droga krajowa nr 14 oraz autostrada A2. Na południowy wschód od miasta znajduje się węzeł autostradowy Łódź Północ – skrzyżowanie autostrad A1 i A2.

### Kolej
Przez miasto przebiega linia kolejowa nr 15. W mieście znajduje się czynna stacja kolejowa Stryków z zabytkowym budynkiem z początku XX w., wyremontowanym w 2012 r.

### Komunikacja miejska
Miasto włączone jest do sieci komunikacji autobusowej MPK Łódź: linia 60C oraz MUK w Zgierzu: linia 2.

## Oświata

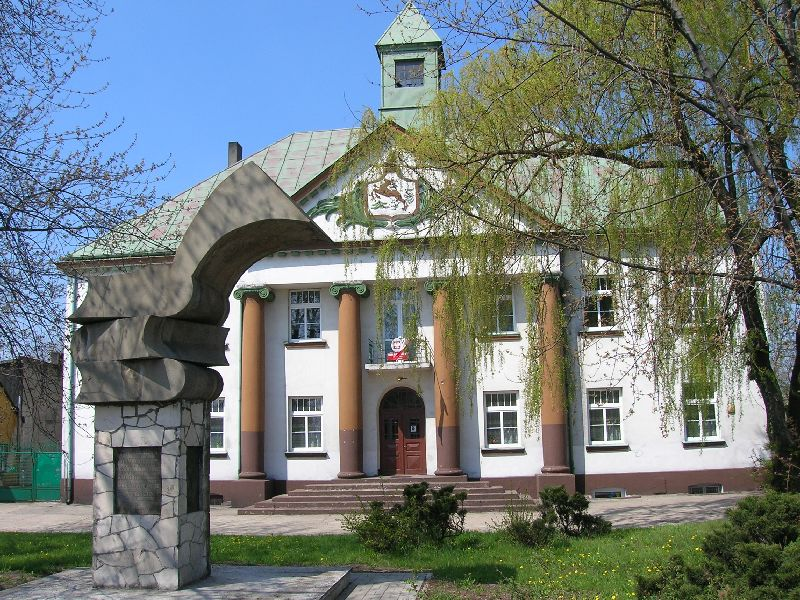
Szkoła Podstawowa nr 1

W Strykowie znajdują się 2 szkoły podstawowe.

## Turystyka
Atrakcją turystyczno-rekreacyjną miasta jest (zwłaszcza w okresie letnim) zalew o pow. 9 ha wraz z plażą i strzeżonym kąpieliskiem. Na miejscu można wypożyczyć sprzęt pływający (rowery wodne, kajaki). Obok zalewu urządzono duży parking. Na terenie szkoły podstawowej nr 2 znajduje się obiekt sportowy zbudowany w ramach programu Orlik 2012. W jego skład wchodzą: boisko do piłki nożnej ze sztuczną murawą, boisko do koszykówki oraz tenisa ziemnego, a także szatnie. Z inicjatywy młodzieży, nad zalewem powstał również skatepark. W Strykowie znajdują się: ośrodek zdrowia, posterunek policji, dworzec PKP, postój taxi, hotel, jednostka Państwowej Straży Pożarnej, jednostka OSP, tor motocrossowy, trzy stacje paliw (w tym dwie z gazem, a jedna przy trasie do Łodzi).
Atrakcjami są również:
- murowane i drewniane domy z czterospadowymi dachami z XVIII i XIX wieku,
- neobarokowy rzymskokatolicki kościół św. Marcina z XX wieku,
- fragmenty dawnego kościoła z XVII wieku,
- neogotycki starokatolicki kościół mariawitów pod wezwaniem św. Anny i św. Marcina z XX wieku
- dom parafialny parafii Kościoła Starokatolickiego Mariawitów.
- cmentarz mariawicki z grobami żołnierzy poległych w bitwie nad Bzurą.
- rezerwaty leśne Struga Dobieszkowska i Grądy nad Moszczenicą.

## Sport
W miejscowości działają klub piłki nożnej, Zjednoczeni Stryków, występujący obecnie (sezon 2023/2024) w piłkarskiej IV lidze, gr. łódzkiej, oraz klub kolarski LUKS Dwójka Stryków.

## Religia
W Strykowie znajdują się dwa kościoły: neobarokowy kościół św. Marcina będący siedzibą parafii rzymskokatolickiej i neogotycki kościół św. Anny i św. Marcina będący siedzibą parafii Kościoła Starokatolickiego Mariawitów.
W mieście żyje również diaspora Kościoła Katolickiego Mariawitów, utrzymująca kontakt z parafią w Niesułkowie. Wierni ze Strykowa odprawiają adorację ubłagania 9. dnia każdego miesiąca.
Na północny zachód od centrum Strykowa znajdują się pozostałości po cmentarzu żydowskim, na którym ostatni pochówek został przeprowadzony w 1946 r. Data założenia cmentarza nie jest znana. Prawdopodobnie powstał w XVIII w. Do 1811 r. był jednym z miejsc pochówku żydowskich mieszkańców Łodzi. Cmentarz uległ zniszczeniu, gdy, w czasach PRL, został zajęty przez Przedsiębiorstwo Produkcji Elementów Budowlanych i składowano na nim gruz. W wyniku dewastacji wszelkie naziemne ślady cmentarza uległy zatarciu. W 2020 r., z inicjatywy Nechemii Pinkusewicza, na cmentarzu w domniemanych miejscach pochówków cadyków Efraima Fiszla Szapiro (zm. 10 stycznia 1822 – 17 tewet 5582 r.) oraz Zewa Wolfa syna Awrahama Landau’a (zm. 14 września 1891 – 11 elul 5651) wzniesiono ohele.
W centrum miasta, obok cmentarza katolickiego, znajduje się cmentarz ewangelicki, a na nim kilkanaście grobów protestanckich, w większości niemieckich, sprzed 1945. Duża kolonia osadników niemieckich znajdowała się w podstrykowskiej osadzie Tymianka.

## Demografia

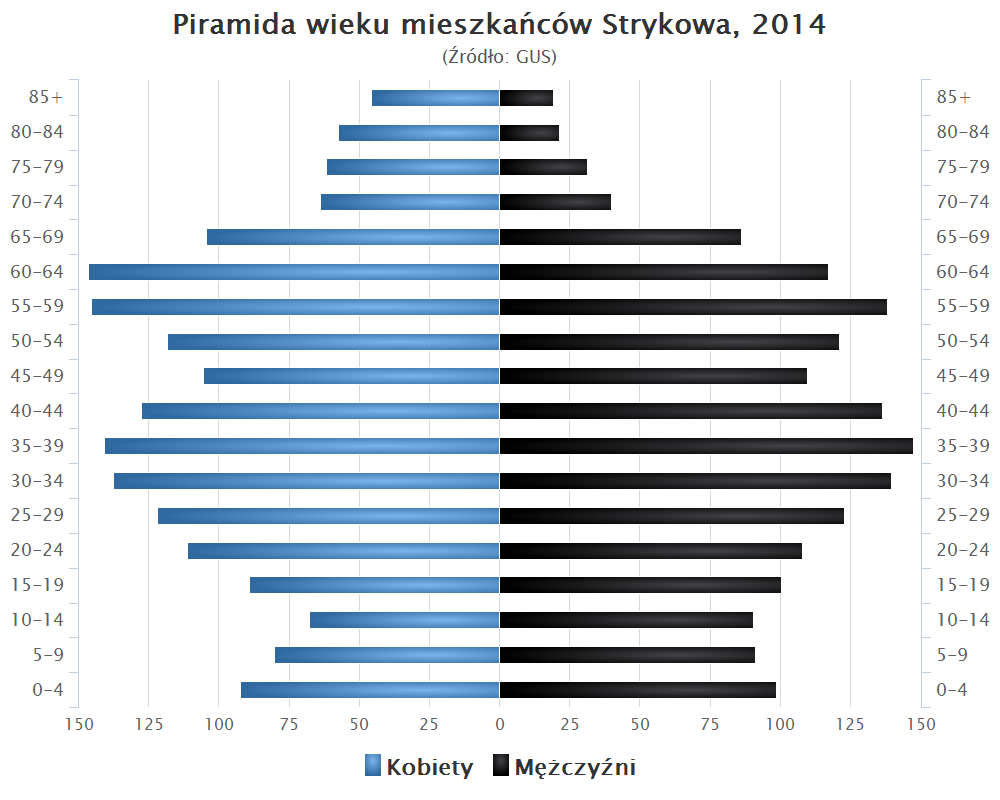
Piramida wieku mieszkańców Strykowa w 2014 roku

## Ludzie związani ze Strykowem
Łazarz Andrysowicz (ur. ? w Strykowie, zm. przed 22 maja 1577) – renesansowy polski drukarz, założyciel Oficyny Łazarzowej. Wydał ok. 270 książek, dbając w wysokim stopniu o estetykę publikacji.
Maciej Stryjkowski Matys Strykowski (łac. Matthias Strycovius ps. „Osostevitius”) herbu Leliwa (ur. w 1547 w Strykowie, zm. między 21 października 1586 a 1593) – polski historyk i poeta, dyplomata, kanonik.
Adam Mierosławski (ur. 23 kwietnia 1815 w Strykowie, zginął w niewyjaśnionych okolicznościach podczas rejsu do Australii 6 maja 1851, pochowany w oceanie) – polski powstaniec, marynarz, inżynier, brat Ludwika – prapradziada Stanisława Dygata, syn płk. Adama Kaspra.
Zishe Breitbart (ur. 22 lutego 1893 w Strykowie, zm. 12 października 1925 w Berlinie) – cyrkowiec żydowskiego pochodzenia, siłacz i aktor estradowy, bohater folkloru żydowskiego. Był znany w latach dwudziestych XX wieku jako Najsilniejszy człowiek świata i Król żelaza. Stanowił wzór dla postaci komiksowej – Supermana.
Paweł Radziszewski (ur. 30 października 1890 w Strykowie, zm. 17 września 1931 w Rudce) – polski geolog, profesor Uniwersytetu Stefana Batorego w Wilnie, członek Polskiego Towarzystwa Geologicznego.
Józef Lucjan Kępiński (ur. 12 września 1900 w Strykowie, zm. 26 marca 1964 w Warszawie) – podpułkownik, pilot Wojska Polskiego, kawaler Orderu Virtuti Militari.
Tomasz Wiesław Bystroński (ur. 23 marca 1953 w Strykowie) – polski samorządowiec, wieloletni wójt gminy Nowosolna.